# Magerviehhof Friedrichsfelde

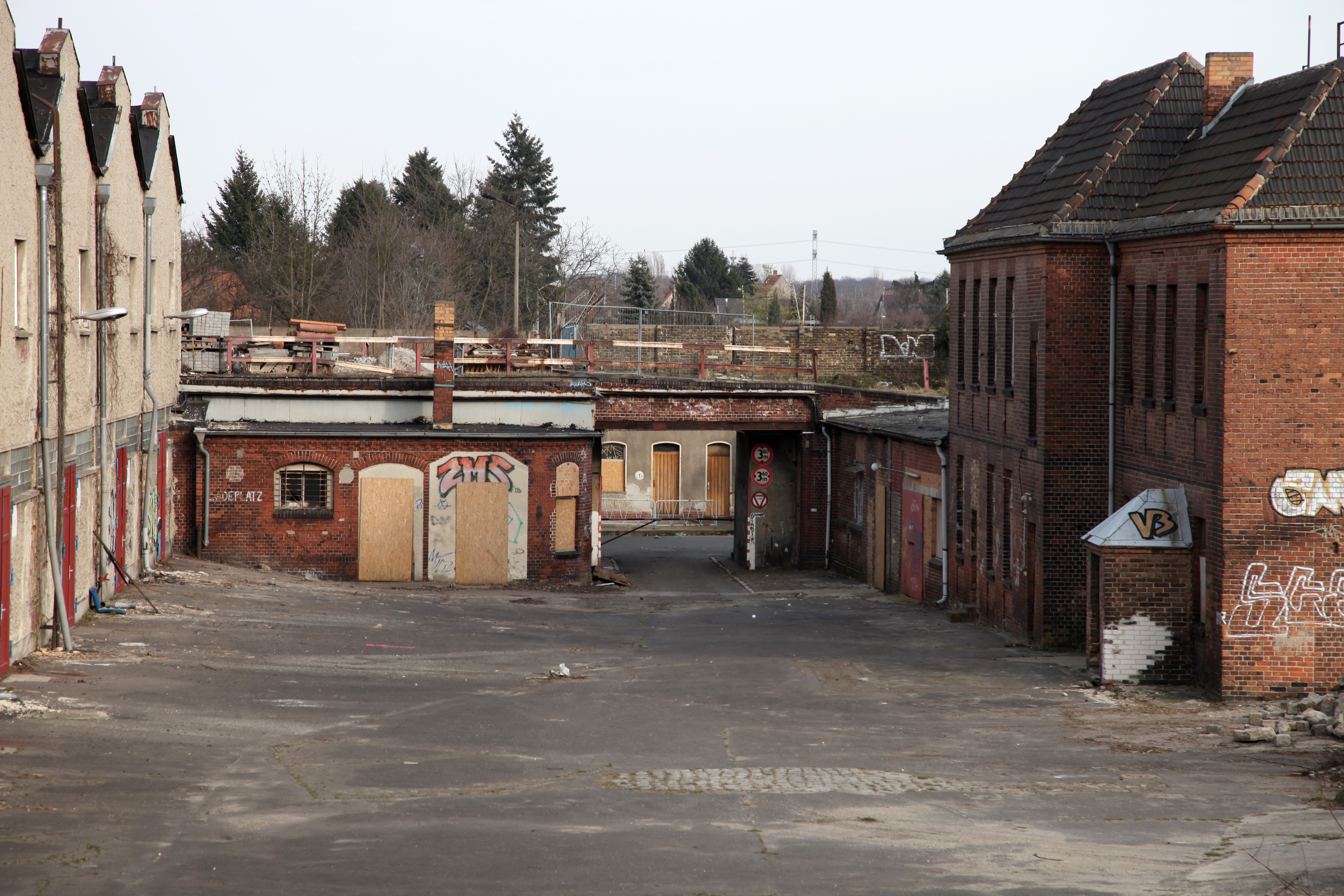
Unterer Hof, 2009

Der Magerviehhof Friedrichsfelde war von 1903 bis 1945 ein Handelszentrum für Rinder, Pferde, Schweine, Schafe und Geflügel im Raum Berlin. Der Name ist aus heutiger Sicht doppelt missverständlich: einerseits bezieht sich das Wort „Magervieh“ nicht auf die Tierarten, sondern steht für zur Mast bestimmtes Jungvieh. Zum anderen werden auf einem „Viehhof“ meist die Tiere auch geschlachtet, in ihrer Funktion als reines Handelszentrum dieser Größe blieb die Anlage in Deutschland einmalig. Ihr an der Wriezener Bahn langgestrecktes Gelände vom heutigen S-Bahnhof Friedrichsfelde Ost bis über die heutige Allee der Kosmonauten hinaus wurde auf beiden Seiten von der Eisenbahn für den An- und Abtransport der Tiere erschlossen.
Der Magerviehhof lag ursprünglich außerhalb Berlins in Friedrichsfelde. Mit der Bildung von Groß-Berlin im Jahr 1920 lag das Gelände im Berliner Bezirk Lichtenberg. Seit 1979 gehört es zu Marzahn, heute: Bezirk Marzahn-Hellersdorf. Viele Gebäude blieben erhalten und stehen seit 1995 unter Denkmalschutz.

## Geschichte
Der Magerviehhof Friedrichsfelde wurde im Jahre 1903 von der Genossenschaft für Viehverwertung in Deutschland GmbH erbaut. Durch die Konzentration des Viehhandels an einem dafür ausgewiesenen und geeigneten Ort wurde eine größere veterinärpolizeiliche Kontrolle der Tiere und damit die Eindämmung von Seuchen angestrebt. Die Funktionen eines Schlachthofes waren mit Ausnahme von Notschlachtungen ausdrücklich ausgeschlossen.
Der Tiertransport konnte mit der Bahn erfolgen, dafür gab es einen Gleisanschluss, der den Viehhof links und rechts begrenzte. Im nördlichen Teil lagen die Kläranlage, der veterinärmedizinische Bereich, ein Schlachthaus für Notschlachtungen und die Energieversorgung. Durch einen Gleisbogen wurde dieser Bereich vom restlichen Viehhof abgetrennt und bildete so eine Art Seuchenschranke.
In Spitzenzeiten wurden auf dem Magerviehhof 24.000 Pferde, 104.000 Rinder, 6.800 Kälber, 25.000 Schafe, 240.000 Schweine und bis zu 600.000 Stück Geflügel pro Jahr gezählt.
Mit Beginn des Ersten Weltkriegs 1914 erlebte der Magerviehhof zunächst einen wirtschaftlichen Aufschwung, da er einen idealen Umschlagplatz für die Heeres- und Volksversorgung darstellte. Nach dem Ersten Weltkrieg kam es um 1921 zu einem empfindlichen Rückgang des Viehauftriebes. Teile des Geländes wurden artfremd vermietet. Im Zweiten Weltkrieg war auch die Wehrmacht, insbesondere die deutsche Luftwaffe, ein bedeutender Mieter.
Nach dem Krieg wurde das Gelände durch die Rote Armee beschlagnahmt und als Lager genutzt, so dass der Viehhofbetrieb eingestellt werden musste. Für die Festgenommenen des Aufstandes vom 17. Juni 1953 wurde hier ein Sammelplatz eingerichtet.
Mit Gründung der NVA übernahm diese das Gelände. Es wurde weiterhin als Lager und Reparaturstützpunkt genutzt. Die Militärparade zum Geburtstag der DDR wurde auf diesem Gelände vorbereitet.

## Gleisanlagen

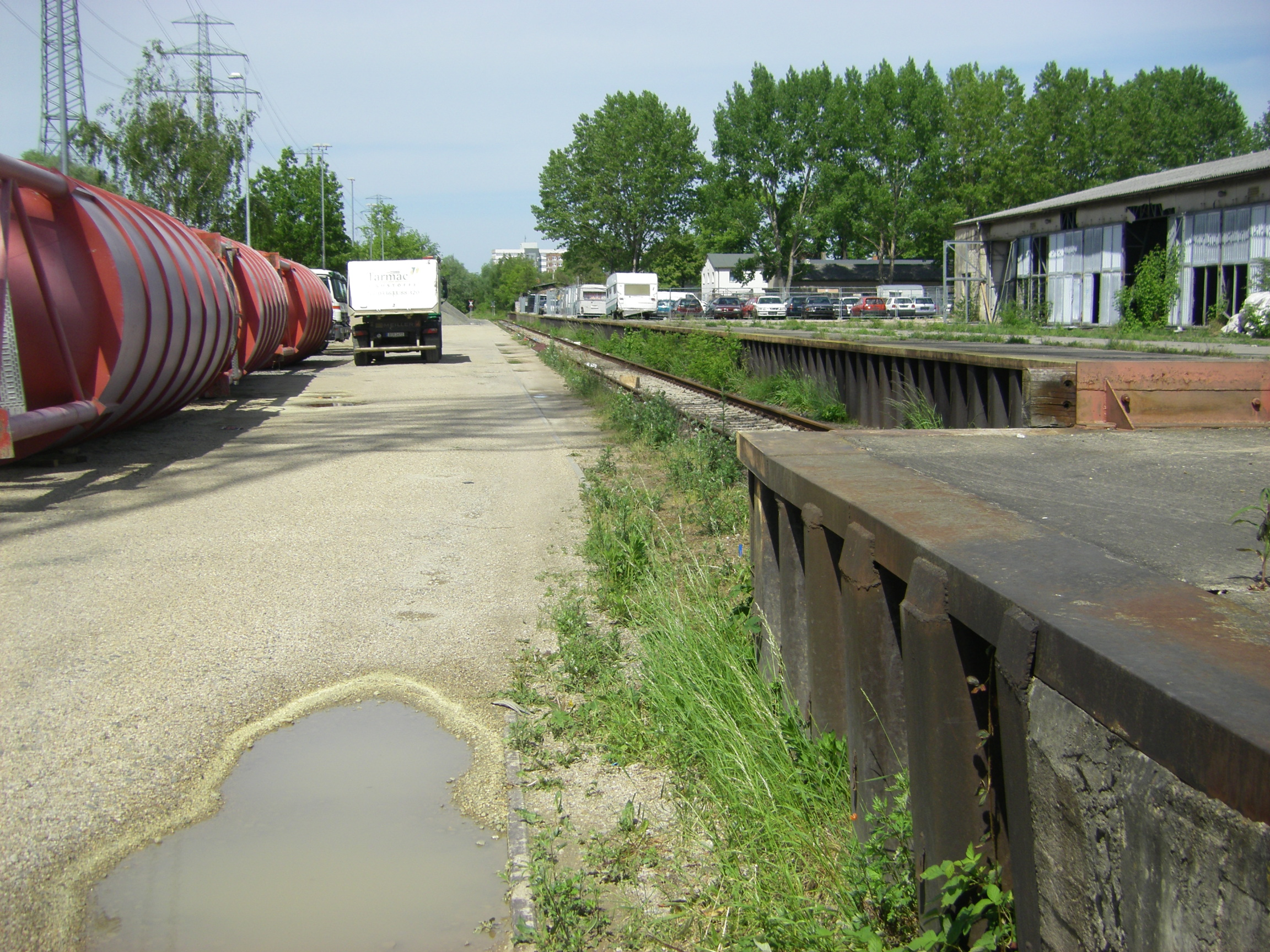
Verladerampe, 2009

Die historische Strecke der Wriezener Bahn führte seit 1898 am Gelände des Magerviehhofs vorbei; die Industriebahn Tegel–Friedrichsfelde hatte hier ihren Endpunkt. 1903 wurde an der Wriezener Bahnstrecke der Personenbahnhof „Magerviehhof“ eingerichtet. Es entstanden auch umfangreiche Anlagen mit zahlreichen Gleisen für den Güterverkehr.
Nach dem Ende des Magerviehhofs 1945 wurde auch der gleichnamige Personenbahnhof nicht mehr genutzt, die Züge fuhren jetzt ohne Halt durch. Im Jahr 1971 wurde der durchgehende Verkehr auf eine andere Strecke verlagert. Die Strecke führt seitdem in Richtung Norden nicht mehr auf die Wriezener Bahn, sondern auf den Berliner Außenring. Nach einem Gleisplan von 1983 war das Gelände zur Güterladestelle Magerviehhof geworden, alle Gleise waren noch vorhanden. Erst später wurde der südliche Anschluss zur Ostbahn am S-Bahnhof Friedrichsfelde Ost gekappt. Dadurch ist aus der ehemaligen Durchgangsstrecke eine nur von Norden her befahrbare Stichstrecke für den Güterverkehr geworden, die am Güterbahnhof Nordost beginnt.
Die ehemals mehrere Kilometer lange Strecke ist auch heute noch fast auf ganzer Länge befahrbar. Lediglich auf den letzten 300 Metern im Süden ist das durchgehende Gleis mehrfach unterbrochen.
Die Gleisanlagen auf dem Gelände des Magerviehhofs selbst sind noch teilweise vorhanden. Für das daneben liegende Heizkraftwerk Lichtenberg sowie ein Kieswerk wird noch ein Gleisanschluss betrieben.

## Aktuelle Nutzung

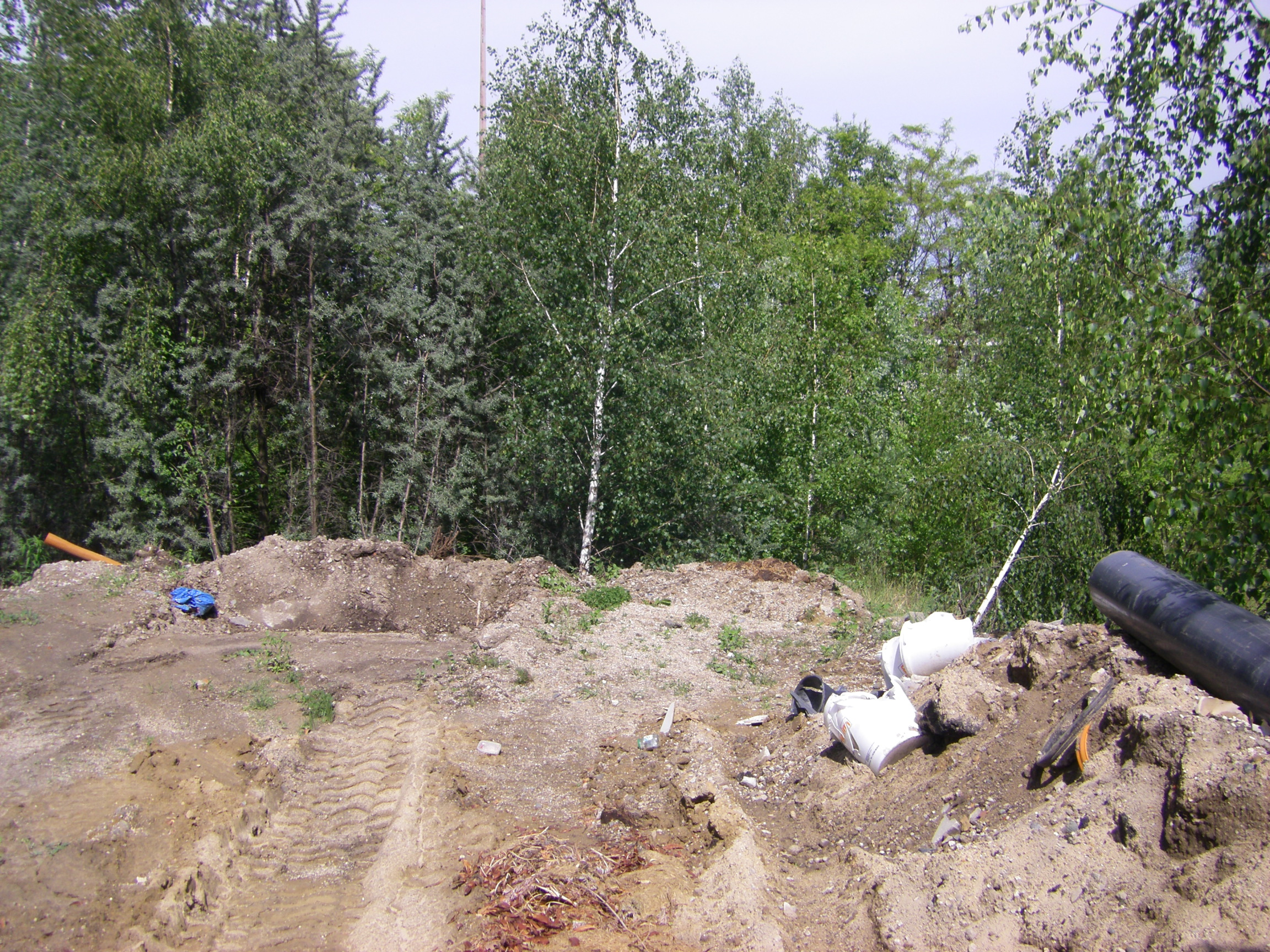
Bewuchsplanierung, 2009

Noch zu DDR-Zeiten erfolgte eine Teilung des Grundstücks, die bis heute Bestand hat: Der südliche Teil verblieb beim Ministerium für Nationale Verteidigung. Er wurde 1994 der Oberfinanzdirektion zugeordnet und liegt seit 1996 brach.
Der nördliche Bereich blieb Gewerbegebiet und wurde nach der Wende von der Treuhandliegenschaftsgesellschaft (TLG) übernommen. Einige Bereiche der Anlage wurden 1995 unter Denkmalschutz gestellt. Die Planung sieht ein Gewerbegebiet mit kleinteiliger Nutzung vor. Historische Bausubstanz soll erhalten werden. 2009 wurde der Wildwuchs an Bäumen und Büschen gerodet.
2013 wurden im Ensemble Alte Börse Marzahn umfangreiche Sanierungsarbeiten an den Gebäuden Alte Börse und Güterstation durchgeführt. Diverse Gebäude wurden für fünf Millionen Euro restauriert und instand gesetzt. Auf dem Gelände befand sich Marzahns erste Brauerei (Marzahner Börsenbräu). Auch Künstler des geräumten Kunsthauses Tacheles haben hier ein neues Domizil gefunden.
2017 wurden auf dem Gelände des Alten Magerviehhof Friedrichsfelde die neugebauten TRIO Apartment Hotels eröffnet.
2018 gründete sich der Verein Unternehmensnetzwerk Magerviehhof Friedrichsfelde e. V. aus den neu angesiedelten Unternehmen im Gewerbegebiet. Ziele des Vereins sind unter anderem die Förderung und Stärkung der lokalen Unternehmen auf dem Gelände des ehemaligen Magerviehhofs, Erhöhung der wirtschaftlichen Attraktivität des Standortes und Aufbau von kulturellen Angeboten für die Nachbarschaft. Diese Ziele werden unter Beachtung der historisch entstandenen Entwicklung des Gewerbegebietes sowie der Erhaltung und Restaurierung der denkmalgeschützten Gebäude umgesetzt.